# Asesinatos de Diciembre
Los Asesinatos de Diciembre (en neerlandés: Decembermoorden) fueron una serie de asesinatos ocurridos el 8 de diciembre de 1982 en Surinam, de trece civiles y dos militares que se oponían al gobierno militar de este país sudamericano. Fueron ejecutados en el Fuerte Zeelandia de Paramaribo, la capital del país. Las circunstancias que rodearon a este hecho aún no han sido completamente esclarecidas; en aquel tiempo la dictadura militar encabezada por Desi Bouterse sostuvo que los prisioneros habían sido abatidos mientras trataban de escapar de su cautiverio. Otros han sostenido que hubo tortura, asesinato y ejecución sumaria.
Este hecho dio lugar a protestas internacionales. A causa de ellos, en 2005 los Países Bajos suspendieron el envío de fondos de ayuda a Surinam. Ese mismo año, mucho después del final de la dictadura militar, nadie había sido sometido a juicio por su participación en los asesinatos. El antiguo caudillo Bouterse ha aceptado la responsabilidad política, aunque sostienen que él no es quien 'tiró del gatillo'. Si bien se han preparado procedimientos legales, son sumamente lentos, en parte a causa de sabotaje e intimidación ejercida por Bouterse y sus colaboradores.

## Historia
Las 15 víctimas fueron transportadas al Fuerte Zeelandia. Los soldados que realizaron esta acción estaban bajo el mando de Desi Bouterse, jefe del ejército en ese momento. Entre las víctimas había abogados, periodistas y soldados. Algunos habían sido arrestados recientemente, mientras que otros llevaban varios meses en cautividad. Fred Derby logró salvar su vida al ser puesto en libertad de forma repentina el 8 de diciembre de 1982. Derby relató esta experiencia el 8 de diciembre del 2000.
Las circunstancias bajo las cuales las víctimas fueron ejecutadas nunca fue esclarecida. En aquella época, el comando militar declaró que los 15 habían sido ejecutados mientras intentaban escapar. Otros indican la existencia de torturas, asesinato premeditado, y ejecución en presencia de Bouterse, aunque éste niega haber estado presente durante la ejecución de los disparos. Sin embargo, Bouterse reconoce su responsabilidad política por las acciones.

### Víctimas de los Asesinatos de Diciembre
- John Baboeram, abogado
- Bram Behr, periodista
- Cyrill Daal, líder sindical
- Kenneth Gonçalves, abogado
- Eddy Hoost, abogado
- André Kamperveen, exministro, vicepresidente de la FIFA y empresario
- Gerard Leckie, docente universitario
- Sugrim Oemrawsingh, docente universitario
- Lesley Rahman, periodista
- Surendre Rambocus, militar
- Harold Riedewald, abogado
- Jiwansingh Sheombar, militar
- Jozef Slagveer, periodista
- Robby Sohansingh, empresario
- Frank Wijngaarde, periodista (con ciudadanía holandesa)

## Sospechosos
Según el avance de los procesos, hay 25 sospechosos:
- Errol Alibux
- Dick de Bie
- Etienne Boerenveen
- Desi Bouterse
- Benny Brondenstein
- Winston Caldeira
- Wim Carbière
- Steven Dendoe
- Iwan Dijksteel
- Roy Esajas
- Ernst Gefferie
- Arthy Gorré
- John Hardjoprajitno
- Orlando Heidanus
- Kenneth Kempes
- Iwan Krolis
- Lugéne Lewis
- Harvey Naarendorp
- John Nelom
- Edgar Ritfeld
- Ruben Rozendaal
- Badrissein Sital
- Jimmy Stolk
- Imro Themen
- Marcel Zeeuw

Finalmente en noviembre de 2019 un tribunal militar surinamés condenó a Bouterse a 20 años de prisión por su responsabilidad en los hechos, si bien no ordenó su arresto de forma inmediata. Como reacción, políticos de la oposición pidieron su renuncia a la presidencia. En enero de 2020, Bouterse se presentó ante la corte para apelar la sentencia.
En agosto de 2021,  la corte volvió a sentenciar a Bouterse a 20 años de prisión por su participación en los asesinatos. En julio de 2022, Bouterse apeló nuevamente la sentencia.
Durante el desarrollo del proceso judicial, Bouterse visitó el Fuerte Zeelandia e insistió en su inocencia, asegurando que había abandonado el recinto antes de los asesinatos y responsabilizando de los mismos a Paul Bhagwandas.

## Conmemoración
Los Asesinatos de Diciembre se conmemoran cada año en varios lugares, incluyendo la embajada de Surinam en Ámsterdam. En la pared sur de la Iglesia de Moisés y Aarón, en la capital holandesa, existe una placa con los nombres de las 15 víctimas. En la literatura, Edgar Cairo escribió en los días posteriores a los Asesinatos de Diciembre la novela De smaak van Sranan Libre, que en español se traduciría como El sabor del Surinam Libre y fue publicado un fragmento en Het Parool, un diario holandés. La historia fue narrada en Radio Nederland y el libro finalmente apareció publicado a finales de 2007.